# فلورن
شهر فلورن (به فرانسوی: Florennes) در شهرستان فیلیپ‌ویل  در استان نمور  در منطقه فدرال والوون در کشور بلژیک واقع شده‌است.